# Sabina von Steinbach
 (novembre 2013).
Si vous disposez d'ouvrages ou d'articles de référence ou si vous connaissez des sites web de qualité traitant du thème abordé ici, merci de compléter l'article en donnant les références utiles à sa vérifiabilité et en les liant à la section « Notes et références ».
Sabina von Steinbach est une maîtresse sculptrice du XIIIe siècle qui fut responsable du groupe de statues des portes sud de la cathédrale Notre-Dame de Strasbourg. Son existence est toutefois contestée.

## Biographie

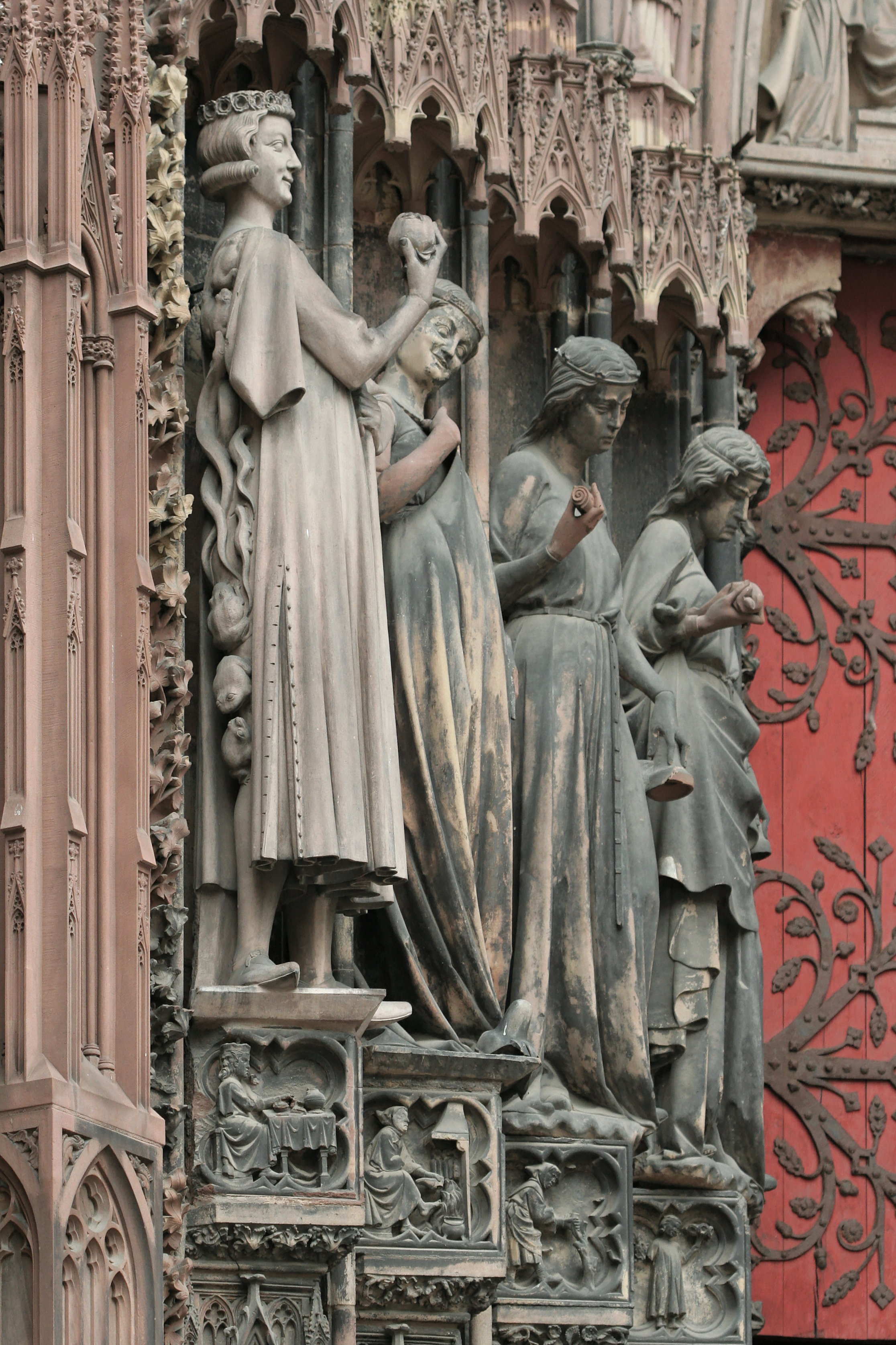
Sabina, fille d'Erwin von Steinbach, serait l'auteur de ces statues à la cathédrale Notre-Dame de Strasbourg.

Selon une histoire, dont la première mention écrite remonte à 1617 par Schadeus qui décrit la cathédrale de Strasbourg, l'édifice aurait été terminé en 1275, la tour commencée en 1277 par l'architecte et maître constructeur Erwin von Steinbach, avec l'aide de sa fille, Sabina, qui était une adroite sculptrice.
Les femmes étaient admises dans la majorité des guildes de métier au Moyen Âge, mais l'adhésion à une guilde ne donnait pas automatiquement le droit d'y être apprenti. Cela impliquait néanmoins que les femmes pouvaient en partager tous les avantages, religieux et financiers. Si un maître-artisan décédait, sa charge était transmise à son épouse qui pouvait reprendre le métier. Ceci était facilement fait avec l'aide d'un artisan, qui, souvent, acquérait la charge en épousant la veuve.
Les tailleurs de pierre voyageaient souvent loin, pour des travaux de construction pouvant durer des décennies, et emmenaient naturellement leur famille avec eux.
L'emploi, par von Steinbach, de sa fille Sabina parmi les sculpteurs de Strasbourg était une irrégularité commise par une loge provinciale, laxiste dans l'observance des règles de la guilde. Jusqu'à l'annexion de la ville par la France en 1681, le siège de la guilde des sculpteurs allemands se trouvait à Strasbourg (et même, jusqu'en 1760, les loges allemandes rendaient encore hommage à la loge de Strasbourg). Albert Mackey, dans son Encyclopédie de la Franc-maçonnerie, rapporte la théorie où l'on considère la construction de la cathédrale de Strasbourg, en 1275, comme l'événement fondateur de l'ordre de la franc-maçonnerie.
Selon certaines sources, Sabina poursuivit le travail de son père à Strasbourg, après la mort du maître, et le finalisa. D'autres stipulent qu'elle aurait simplement assisté son père. Il est communément admis, cependant, que Sabina fut l'auteur des statues personnifiant l'église et la synagogue (toutes deux du XIIIe siècle), qui sont situées aux portes sud de la cathédrale.
La statue de l'évangéliste Saint Jean tient un parchemin qui dit : « Merci à la grande piété de cette femme, Sabina, qui me donna forme dans cette pierre dure. »

## Contestation de son existence
Même s'il est notoire que Sabina von Steinbach aurait travaillé sur les sculptures de la cathédrale de Strasbourg au début du XIVe siècle, les premières références à son travail ne sont mises à jour que 300 ans plus tard et celle-ci restent controversées au regard de la datation des œuvres.
Cette théorie est également contestée par deux historiennes de l'art. Leslie Ross, dans son ouvrage Artists of the Middle Ages, affirme que l'histoire de Sabina a été créé dans le but de romancer l'existence d'Erwin von Steinbach. Il n'y a en effet aucun doute qu'il a réellement existé, mais on en sait tellement peu sur lui qu'il a fallu le « découvrir ». Ross écrit : 

« La fille d'Erwin, Sabina von Steinbach, a aussi été « découverte » au XIXe siècle. Selon une inscription (désormais disparue) sur l'une des sculptures à l'extérieur de la cathédrale de Strasbourg (nommée Savinae), un érudit du XIXe siècle attribua plusieurs sculptures notoires, à l'intérieur et à l'extérieur de la cathédrale, à une sculptrice inconnue mais extrêmement talentueuse, Sabina von Steinbach, la fille d'Erwin. Le fait que les sculptures en question remontent à une période antérieure de quatre décennies aux travaux d'Erwin à la cathédrale n'avait pas été établi à ce moment-là ou ne posait aucun problème en particulier. Le nom de Sabina von Steinbach continue d'apparaître dans les études sur les femmes artistes du Moyen âge. »

Une autre historienne de l'art, Natalie Harris Bluestone, dans son livre Double Vision: Perspectives on Gender and the Visual Arts, apporte un complément :

« La légende de Sabina prend racine dans une mauvaise lecture et mauvaise traduction d'une inscription sur le portail, qui mentionne une « Sabina » comme donatrice qui a rendu possible les sculptures fabriquées à partir d'une roche petra dura ou dure (comprendre « coûteuse »). « Steinbach » n'est pas une traduction littérale de petra dura mais prend peut-être racine dans le désir d'élaborer une légende romantique qui a grandi autour du nom (documenté) d'Erwin. Dans les faits, le style des portraits pseudo-sabéens, Ecclesia et Synagogue, indique une fabrication ca. 1225, quelque cinquante ans avant les activités documentées d'Erwin et bien avant sa mort, qui, dans la légende, est une occasion pour insérer l'existence de Sabina. »

Toujours dans le même livre et à la même page, elle ajoute :

« La vérité inhérente de cette légende constitue néanmoins un exemple de tradition médiévale occidentale : la femme artisane qui apprend son art d'un père-artiste (ou d'un autre parent mâle : mari, frère ou oncle). Dans ces conditions, la femme du membre d'une classe d'artisans aurait accès à cette formation. Si l'artisan mâle venait à mourir, la fille/femme/sœur/nièce pourrait hériter du travail à terminer et donc continuer d'exploiter l'atelier. Les enregistrements des guildes de la fin du Moyen Âge ont régulièrement décrits des femmes comme partenaires d'affaires et les autorise, elles seulement, à hériter  et à poursuivre l'artisanat ou le commerce du défunt mari. »

### Citations originales
1. ↑  Erwin’s daughter, Sabina von Steinbach, was also ‘discovered’ in the nineteenth century. Based on a (now lost) inscription on one of the sculptures on the exterior of the Strasbourg cathedral (naming a 'Savinae'), a nineteenth-century scholar attributed several famous sculptures both on the exterior and interior of the cathedral to the previously unacknowledged but extremely skillful female sculptor, Sabina von Steinbach, the daughter of Erwin. That the sculptures in question date to a period approximately four decades before Erwin’s work at the cathedral was evidently not recognized then or was seen as being not at all problematic. The name of Sabina von Steinbach continues to occur in studies of medieval female artists.
2. ↑  The legend of Sabina stems from a misreading and mistranslation of an inscription on the portal, which identifies one 'Sabina' as the donor who made it possible for the sculptures to be cut from 'petra dura' or hard (read 'expensive') stone. 'Steinbach' is not a literal translation of 'petra dura' and probably stems from some desire to elaborate the romantic legend that has grown up around the name of the (documented) Erwin. In fact, the style of the pseudo-Sabian figures, Ecclesia and Synagogue, indicates a manufacture of ca. 1225, some fifty years before the recorded activity of Erwin and long before his death, which, in the legend provides the occasion for Sabina’s intervention.
3. ↑  The truth that inheres in this legend, however, consists in its example of a Western medieval tradition: the woman artist who learns her craft from an artist-father (or some other male relative, such as husband, brother or uncle). In these circumstances, the woman of the artisan class would have had access to such training. Should the male artist die, on occasion the daughter/wife/sister/niece would inherit and run his workshop. Guild records for the late Middle Ages repeatedly describe wives as business partners and specifically allow for them to inherit and take over their deceased husband’s craft or trade.